# 巫代凪遠
巫代 凪遠（みこしろ なぎとお）は、日本の漫画家、デザイナー。
ボールジョイント使用のブロックトイJ-BJ, BJPMシリーズの販売会社であるギミック&スティールの社長でもある。同人サークル「アルゴラグニア」を運営している。
漫画家としては、成人向けのものを執筆している。そのジャンルは、肉体改造系や拷問系等の調教ものが大部分を占め、キャラクターのスタイルは頭身が高く、豊満なものが多い。

## 漫画作品
- 収穫祭1
- 爆乳娘拷問地獄
- へっぽこ戦隊ウーレンジャー
- 聖マルガレタ学園

## PCゲーム原画
- 乳辱人妻女学園 ～淫獄の夜間人妻調教学科（二部）～